# Charles Bryson Simonton

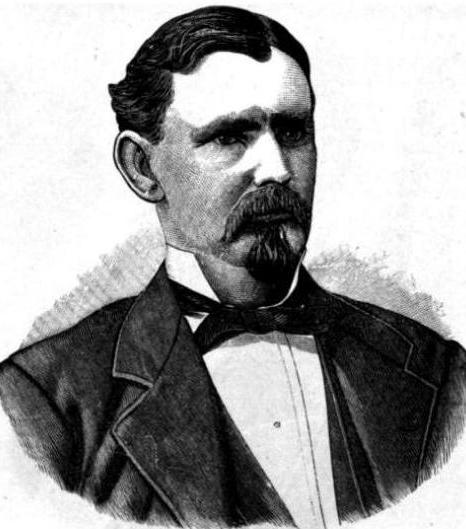
Charles Bryson Simonton

Charles Bryson Simonton (* 8. September 1838 im Tipton County, Tennessee; † 10. Juni 1911 in Covington, Tennessee) war ein US-amerikanischer Politiker. Zwischen 1879 und 1883 vertrat er den Bundesstaat Tennessee im US-Repräsentantenhaus.

## Werdegang
Charles Simonton besuchte bis 1859 das Erskine College in Due West (South Carolina). Zu Beginn des Bürgerkrieges wurde er im Jahr 1861 zunächst Oberleutnant und später Hauptmann einer Infanterieeinheit der Armee der Konföderation. Im Oktober 1862 musste er aufgrund einer Verwundung den Militärdienst quittieren. 1870 wurde Simonton Gerichtsdiener am Bezirksgericht im Tipton County. Nach einem anschließenden Jurastudium und seiner im Jahr 1873 erfolgten Zulassung als Rechtsanwalt begann er in Covington in seinem neuen Beruf zu  arbeiten. Dort gab er auch eine Tageszeitung heraus. Gleichzeitig schlug er als Mitglied der Demokratischen Partei eine politische Laufbahn ein. Zwischen 1877 und 1879 war er Abgeordneter im Repräsentantenhaus von Tennessee.
Bei den Kongresswahlen des Jahres 1878 wurde Simonton im neunten Wahlbezirk von Tennessee in das US-Repräsentantenhaus in Washington, D.C. gewählt, wo er am 4. März 1879 die Nachfolge von William Parker Caldwell antrat. Nach einer Wiederwahl konnte er bis zum 3. März 1883 zwei Legislaturperioden im Kongress absolvieren. Im Jahr 1886 war Simonton Vorsitzender des regionalen demokratischen Parteitages in Tennessee. Zwischen 1892 und 1903 fungierte er als Präsident des Schulausschusses von Covington. Hauptberuflich war er von 1895 bis 1898 Bundesstaatsanwalt für den Bezirk Tennessee. Charles Simonton starb am 10. Juni 1911 in Covington, wo er auch beigesetzt wurde.